# Fotbal la Jocurile Olimpice de vară din 2016
Probele sportive de fotbal la Jocurile Olimpice de vară din 2016 s-au desfășurat în Rio de Janeiro și în cinci alte orașe din Brazilia în perioada 3 - 20 august 2016. La proba masculină pot participa doar echipe U23: fiecare echipă are voie să conțină cel mult trei jucători ce au depășit vârsta de 23 de ani. Nu există nicio restricție de vârsta la proba feminină.

## Locațiile desfășurării probelor
Pentru partidele sunt pregătite șase stadioane de fotbal.
- Stadionul Maracanã și Stadionul Olimpic „João Havelange”, Rio de Janeiro
- Arena da Amazônia, Manaus
- Itaipava Arena Fonte Nova, Salvador
- Arena Corinthians, São Paulo
- Estádio Nacional Mané Garrincha, Brasília
- Mineirão, Belo Horizonte

## Calendarul competiției
| P | Faza grupelor | ¼ | Sferturi | ½ | Semifinală | f | Finala mică | F | Finală |

| Dată     | 3 | 4 | 5 | 6 | 7 | 8 | 9 | 10 | 11 | 12 | 13 | 14 | 15 | 16 | 17 | 18 | 19  | 20  |
| -------- | - | - | - | - | - | - | - | -- | -- | -- | -- | -- | -- | -- | -- | -- | --- | --- |
| Masculin |   | P | P |   | P | P |   | P  | P  |    | ¼  | ¼  |    |    | ½  |    |     | F/f |
| Feminin  | P | P |   | P | P |   | P | P  |    | ¼  | ¼  |    |    | ½  |    |    | F/f |     |

## Grupele (Masculin)

#### Grupa A
| Loc | Echipa        | M | V | E | Î | GM | GP | Glv. | P | Calificare         |
| --- | ------------- | - | - | - | - | -- | -- | ---- | - | ------------------ |
| 1   | Brazilia (G)  | 3 | 1 | 2 | 0 | 4  | 0  | +4   | 5 | Sferturi de finală |
| 2   | Danemarca     | 3 | 1 | 1 | 1 | 1  | 4  | -3   | 4 | Sferturi de finală |
| 3   | Irak          | 3 | 0 | 3 | 0 | 1  | 1  | 0    | 3 |                    |
| 4   | Africa de Sud | 3 | 0 | 2 | 1 | 1  | 2  | -1   | 2 |                    |

Grupa B
| Loc | Echipa   | M | V | E | Î | GM | GP | Glv. | P | Calificare         |
| --- | -------- | - | - | - | - | -- | -- | ---- | - | ------------------ |
| 1   | Nigeria  | 3 | 2 | 0 | 1 | 6  | 6  | 0    | 6 | Sferturi de finală |
| 2   | Columbia | 3 | 1 | 2 | 0 | 6  | 4  | +2   | 5 | Sferturi de finală |
| 3   | Japonia  | 3 | 1 | 1 | 1 | 7  | 7  | 0    | 4 |                    |
| 4   | Suedia   | 3 | 0 | 1 | 2 | 2  | 4  | -2   | 1 |                    |

#### Grupa C
| Loc | Echipa        | M | V | E | Î | GM | GP | Glv. | P | Calificare         |
| --- | ------------- | - | - | - | - | -- | -- | ---- | - | ------------------ |
| 1   | Coreea de Sud | 3 | 2 | 1 | 0 | 12 | 3  | +9   | 7 | Sferturi de finală |
| 2   | Germania      | 3 | 1 | 2 | 0 | 15 | 5  | +10  | 5 | Sferturi de finală |
| 3   | Mexic         | 3 | 1 | 1 | 1 | 7  | 4  | +3   | 4 |                    |
| 4   | Fiji          | 3 | 0 | 0 | 3 | 1  | 23 | -22  | 0 |                    |

#### Grupa D
| Loc | Echipa     | M | V | E | Î | GM | GP | Glv. | P | Calificare         |
| --- | ---------- | - | - | - | - | -- | -- | ---- | - | ------------------ |
| 1   | Portugalia | 3 | 2 | 1 | 0 | 5  | 2  | +3   | 7 | Sferturi de finală |
| 2   | Honduras   | 3 | 1 | 1 | 1 | 5  | 5  | 0    | 4 | Sferturi de finală |
| 3   | Argentina  | 3 | 1 | 1 | 1 | 3  | 4  | −1   | 4 |                    |
| 4   | Algeria    | 3 | 0 | 1 | 2 | 4  | 6  | −2   | 0 |                    |

*Actualizat la data de 11 august,ora 7:56.

## Fazele eliminatorii
| Sferturi de finală         | Sferturi de finală   | Sferturi de finală         | Semi-finală                | Semi-finală | Finala Mare/Finala Mică    | Finala Mare/Finala Mică |
| 13 August — São Paulo      |                      |                            |                            |             |                            |                         |
| Brazilia                   | 2                    | 2                          |                            |             |                            |                         |
| Brazilia                   | 2                    | 2                          | 17 August — Rio de Janeiro |             |                            |                         |
| Columbia                   | 0                    | 0                          |                            |             |                            |                         |
| Columbia                   | 0                    | 0                          | Brazilia                   | 6           |                            |                         |
| 13 August — Belo Horizonte |                      |                            | Brazilia                   | 6           |                            |                         |
| Honduras                   | 0                    |                            |                            |             |                            |                         |
| Honduras                   | 0                    | Coreea de Sud              | Coreea de Sud              | 0           | Finala Mare                | Finala Mare             |
|                            |                      | Coreea de Sud              | Coreea de Sud              | 0           | 20 August — Rio de Janeiro |                         |
| Honduras                   | Honduras             | 1                          |                            |             |                            |                         |
| Honduras                   | Honduras             | 1                          | Brazilia                   | 1 (5)       |                            |                         |
| 13 August — Salvador       | 13 August — Salvador | 13 August — Salvador       | Germania                   | 1 (4)       |                            |                         |
| 13 August — Salvador       | 13 August — Salvador | 13 August — Salvador       |                            |             |                            |                         |
| Nigeria                    | Nigeria              | 2                          |                            |             |                            |                         |
| Nigeria                    | Nigeria              | 2                          | 17 August — São Paulo      |             |                            |                         |
| Danemarca                  | Danemarca            | 0                          |                            |             |                            |                         |
| Danemarca                  | Danemarca            | 0                          | Nigeria                    | 0           |                            |                         |
| 13 August — Brasília       |                      |                            | Nigeria                    | 0           |                            |                         |
| Germania                   | 2                    | Finala Mica                | Finala Mica                |             |                            |                         |
| Germania                   | 2                    | Finala Mica                | Finala Mica                | Portugalia  | Portugalia                 | 0                       |
|                            |                      | 20 August — Belo Horizonte |                            | Portugalia  | Portugalia                 | 0                       |
| Germania                   | Germania             | 4                          |                            |             |                            |                         |
| Germania                   | Germania             | 4                          | Honduras                   | 2           |                            |                         |
|                            |                      |                            | Honduras                   | 3           |                            |                         |
| Nigeria                    |                      |                            |                            |             |                            |                         |

## Grupe feminin

### Grupa E
| Nr. | Echipa        | M | V | E | Î | GM | GP | Glv. | P | Calificare         |
| --- | ------------- | - | - | - | - | -- | -- | ---- | - | ------------------ |
| 1   | Brazilia (G)  | 3 | 2 | 1 | 0 | 8  | 1  | +7   | 7 | Sferturi de finală |
| 2   | China         | 3 | 1 | 1 | 1 | 2  | 3  | −1   | 4 | Sferturi de finală |
| 3   | Suedia        | 3 | 1 | 1 | 1 | 2  | 5  | −3   | 4 | Sferturi de finală |
| 4   | Africa de Sud | 3 | 0 | 1 | 2 | 0  | 3  | −3   | 1 |                    |

### Grupa F
| Nr. | Echipa    | M | V | E | Î | GM | GP | Glv. | P | Calificare         |
| --- | --------- | - | - | - | - | -- | -- | ---- | - | ------------------ |
| 1   | Canada    | 3 | 3 | 0 | 0 | 7  | 2  | +5   | 9 | Sferturi de finală |
| 2   | Germania  | 3 | 1 | 1 | 1 | 9  | 5  | +4   | 4 | Sferturi de finală |
| 3   | Australia | 3 | 1 | 1 | 1 | 8  | 5  | +3   | 4 | Sferturi de finală |
| 4   | Zimbabwe  | 3 | 0 | 0 | 3 | 3  | 15 | −12  | 0 |                    |

### Grupa G
| Nr. | Echipa        | M | V | E | Î | GM | GP | Glv. | P | Calificare         |
| --- | ------------- | - | - | - | - | -- | -- | ---- | - | ------------------ |
| 1   | SUA           | 3 | 2 | 1 | 0 | 5  | 2  | +3   | 7 | Sferturi de finală |
| 2   | Franța        | 3 | 2 | 0 | 1 | 7  | 1  | +6   | 6 | Sferturi de finală |
| 3   | Noua Zeelandă | 3 | 1 | 0 | 2 | 1  | 5  | −4   | 3 |                    |
| 4   | Columbia      | 3 | 0 | 1 | 2 | 2  | 7  | −5   | 1 |                    |

## Fazele eliminatorii
| Sferturi de finală         | Sferturi de finală | Semifinală                 | Semifinală  | Finala Mare                | Finala Mare |
|                            |                    |                            |             |                            |             |
| 12 August — Belo Horizonte |                    |                            |             |                            |             |
| Brazilia                   | 0 (7)              |                            |             |                            |             |
| Brazilia                   | 0 (7)              | 16 August — Rio de Janeiro |             |                            |             |
| Australia                  | 0 (6)              |                            |             |                            |             |
| Australia                  | 0 (6)              | Brazilia                   | 0 (3)       |                            |             |
| 12 August — Brasília       |                    | Brazilia                   | 0 (3)       |                            |             |
| Suedia                     | 0 (4)              |                            |             |                            |             |
| Suedia                     | 0 (4)              | SUA                        | 1 (3)       |                            |             |
|                            |                    | SUA                        | 1 (3)       | 19 August — Rio de Janeiro |             |
| Suedia                     | 1 (4)              |                            |             |                            |             |
| Suedia                     | 1 (4)              | Suedia                     | 1           |                            |             |
| 12 August — São Paulo      |                    | Suedia                     | 1           |                            |             |
| Germania                   | 2                  |                            |             |                            |             |
| Germania                   | 2                  | Canada                     | 1           |                            |             |
| 16 August — Belo Horizonte |                    | Canada                     | 1           |                            |             |
| Franța                     | 0                  |                            |             |                            |             |
| Franța                     | 0                  | Canada                     | 0           |                            |             |
| 12 August — Salvador       |                    | Canada                     | 0           |                            |             |
| Germania                   | 2                  | Finala Mică                | Finala Mică |                            |             |
| Germania                   | 2                  | Finala Mică                | Finala Mică | China                      | 0           |
|                            |                    | 19 August — São Paulo      |             | China                      | 0           |
| Germania                   | 1                  |                            |             |                            |             |
| Germania                   | 1                  | Brazilia                   | 1           |                            |             |
|                            |                    | Brazilia                   | 1           |                            |             |
| Canada                     | 2                  |                            |             |                            |             |

## Rezultate

### Medaliați
| Probă    | Aur | Argint | Bronz |
| Masculin | Brazilia (BRA) · Weverton · Zeca · Rodrigo Caio · Marquinhos · Renato Augusto · Douglas Santos · Luan · Rafinha · Gabriel · Neymar · Gabriel Jesus · Walace · William · Luan Garcia · Rodrigo Dourado · Thiago Maia · Felipe Anderson · Uilson ·                                                                                                | Germania (GER) · Timo Horn · Jeremy Toljan · Lukas Klostermann · Matthias Ginter · Niklas Süle · Sven Bender · Max Meyer · Lars Bender · Davie Selke · Leon Goretzka · Julian Brandt · Jannik Huth · Philipp Max · Robert Bauer · Max Christiansen · Grischa Prömel · Serge Gnabry · Nils Petersen · Eric Oelschlägel                                              | Nigeria (NGR) · Daniel Akpeyi · Muenfuh Sincere · Kingsley Madu · Shehu Abdullahi · Saturday Erimuya · William Troost-Ekong · Aminu Umar · Oghenekaro Etebo · Imoh Ezekiel · John Obi Mikel · Junior Ajayi · Popoola Saliu · Umar Sadiq · Azubuike Okechukwu · Ndifreke Udo · Stanley Amuzie · Usman Mohammed · Emmanuel Daniel ·            |
| Feminin  | Germania (GER) · Almuth Schult · Josephine Henning · Saskia Bartusiak · Leonie Maier · Annike Krahn · Simone Laudehr · Melanie Behringer · Lena Goeßling · Alexandra Popp · Dzsenifer Marozsán · Anja Mittag · Tabea Kemme · Sara Däbritz · Babett Peter · Mandy Islacker · Melanie Leupolz · Isabel Kerschowski · Laura Benkarth · Svenja Huth | Suedia (SWE) · Jonna Andersson · Emilia Appelqvist · Kosovare Asllani · Emma Berglund · Stina Blackstenius · Hilda Carlén · Lisa Dahlkvist · Magdalena Ericsson · Nilla Fischer · Pauline Hammarlund · Sofia Jakobsson · Hedvig Lindahl · Fridolina Rolfö · Elin Rubensson · Jessica Samuelsson · Lotta Schelin · Caroline Seger · Linda Sembrant · Olivia Schough | Canada (CAN) · Stephanie Labbé · Allysha Chapman · Kadeisha Buchanan · Shelina Zadorsky · Rebecca Quinn · Deanne Rose · Rhian Wilkinson · Diana Matheson · Josée Bélanger · Ashley Lawrence · Desiree Scott · Christine Sinclair · Sophie Schmidt · Melissa Tancredi · Nichelle Prince · Janine Beckie · Jessie Fleming · Sabrina D'Angelo · |

### Clasament pe medalii
Legendă
  *   Țara-gazdă
| Loc   | Țară      | Aur | Argint | Bronz | Total |
| ----- | --------- | --- | ------ | ----- | ----- |
| 1     | Germania  | 1   | 1      | 0     | 2     |
| 2     | Brazilia* | 1   | 0      | 0     | 1     |
| 3     | Suedia    | 0   | 1      | 0     | 1     |
| 4     | Canada    | 0   | 0      | 1     | 1     |
| 4     | Nigeria   | 0   | 0      | 1     | 1     |
| Total | Total     | 2   | 2      | 2     | 6     |